# Xanxim
Xanxim, Sancim, Xanxi ou Shanxi (em chinês: 山西; romaniz.: Shānxī (pinyin)) é uma província da República Popular da China. A capital é Taiuã.

## Terremoto de Linfen de 1695
Atingiu a província de Shanxi, no norte da China, dinastia Qing, em 18 de maio. Ocorrendo a uma profundidade rasa dentro da crosta continental, o terremoto de magnitude 7,8 teve uma intensidade máxima de XI na escala de intensidade sísmica da China e na escala de intensidade de Mercalli. Este terremoto devastador afetou mais de 120 condados em oito províncias da China moderna. Estima-se que 52 600 pessoas morreram no terremoto, embora o número de mortos possa ter sido de 176 365.